# 擬マカリオス
擬マカリオス（ぎマカリオス）、または偽マカリオス（ぎマカリオス）、英語: Pseudo-Macariusは、エジプトのマカリオスに誤って帰属する作品の匿名の著者の慣例的な呼称である。

## 概要
『50の霊的説教 (英語版)』は、マカリオスの死後数世代で彼の著作とされ、これらのテキストは東方修道制とプロテスタントの敬虔主義に広く多大な影響を与えた。これは特に、使徒時代以降の聖霊の「特別な賜物」に関する議論の文脈で起こった。なぜなら、『マカリオスの説教 (50の霊的説教)』は、治癒、幻視、悪魔祓いなどを含む「奇跡的な」聖霊の賜物の使徒時代以降の証言を支持する証拠として役立つ可能性があるからである。したがって、マカリオスの説教は、霊的フランシスコ会(英語版) から東方正教会の修道生活、ジョン・ウェスレー、現代のカリスマ的キリスト教に至るまで、敬虔主義のグループに影響を与えた。
しかし、現代の教父学者は、エジプトのマカリオスが著者である可能性は低いと結論付けている。これら『50の霊的説教』の著者の身元は明確には確認されていないが、その中の記述から、著者はローマ帝国がペルシャ帝国と国境を接していた上メソポタミア出身であり、534年以降に書かれたものではないことは明らかである。
説教集のほかに、マカリオスの書いた手紙も数多くある。ゲンナディウス (英語版) (『高名な人々について』De viris illustribus 10) は、若い修道士に宛てたマカリオスの真正な手紙を 1通だけ認めている。最初の手紙は「Ad filios Dei」と呼ばれ、ゲンナディウス（De viris illustribus 10）が言及しているエジプト人マカリオスの真正な手紙である可能性は高いが、他の手紙はおそらくマカリオスのものではない。2番目の手紙、いわゆる『大書簡』は、390年頃に書かれたニュッサのグレゴリオスの『キリスト教綱要』"De instituto christiano" を使用している。『大書簡』の文体と内容から、その著者は『50の霊的説教』を書いた匿名のメソポタミア人と同一人物であることが示唆されている。
ペトルス・ポッシヌス(英語版)（パリ、1683年）が彼の名で編集した、いわゆる禁欲的作品7冊は、シメオン・ロゴテテス(英語版)（シメオン・メタフラステス (英語版)、（950年没）と同一人物と思われるシメオン・ロゴテテス）による説教を後年編集したものに過ぎない。マカリオスの教えは、イエス・キリスト（「キリストの精神」）の救済の働きと聖霊の超自然的な働きを密接に絡み合わせる、強い霊的強調を特徴とする。霊的説教におけるこの「霊的」推進力はしばしば「神秘的」と呼ばれ、そのような霊的思考様式があらゆる時代のキリスト教神秘主義者に彼を慕わせてきたが、一方で、人類学や救済論においては、アウグスティヌスの立場に近づくことが多い。彼の説教のいくつかの箇所では、人間の完全な堕落を主張しているが、他の箇所では、アダムの堕落後でさえも自由意志を仮定し、美徳に向かう傾向を前提としている、あるいは、半ペラギウス派 (英語版)のやり方で、人間には救いを受け入れる準備の程度を達成する力があると主張している。